# パトリック・ジンケヴィッツ
パトリック・ジンケヴィッツ（Patrik Sinkewitz、1980年10月20日 - ）は、ドイツ、フルダ出身の自転車競技（ロードレース）選手。

## 来歴
2001年、マペイと契約を結んでプロ転向。
2003年
- ジャパンカップサイクルロードレース 2位

2004年
- ドイツ・ツアーで総合優勝。
- ジャパンカップサイクルロードレース優勝。

2006年
- ツール・ド・フランスでは、ドーピング疑惑で参加を拒まれたヤン・ウルリッヒに替わってT-モバイルのリーダーとなったアンドレアス・クレーデンを献身的にサポートし、総合23位に入った。

2007年
- ルント・ウム・デン・ヘニンガー＝トゥルムを制覇。
- ツール・ド・フランスにおける一件が、当人のレースキャリアに傷をつけることになる。第8ステージで観客と衝突したことが影響し、第9ステージ不出走のためリタイアしたが、その後同年7月18日、テストステロン陽性反応が出る。同月31日、Bサンプルでも陽性が確認され、この日をもってT-モバイルとの契約を打ち切られた。同年11月、輸血ドーピングを行っていたことを認め、1年間の出場停止処分が下った[1]。

2009年、PSK・ホワイアールプール＝オーソーに加入し、レース復帰した。
2010年、ISD - ネーリに移籍。
2011年
- 3月18日、UCIは2月27日に行われたグラン・プレミオ・ディ・ルガーノの検体がヒト成長ホルモンのドーピング陽性反応を示したと発表。再び出場停止処分が下った[2]。

2012年
- 6月、ドイツスポーツ裁判所は、ヒト成長ホルモンのドーピング疑惑について、世界アンチ・ドーピング機関(WADA)のガイドラインは科学的根拠に基づいたものとは言い難いとして、ジンケヴィッツに勝訴の判決を下した[3]。
- 9月19日、Meridiana Kamen Team (独語版)と契約し競技活動を再開。

2013年
- セッティマーナ・チクリスティカ・ロンバルディア
  - 総合優勝
  - ポイント賞
  - 山岳賞
  - 区間2勝(第1・2)
- グラン・プレミオ・インドゥストリア・エ・アルティジャナート　2位
- ツアー・オブ・スロベニア　3位
- グラン・プレミオ・コスタ・デリ・エトルスキ　6位